# Heniochus
Heniochus is  een geslacht uit de familie van koraalvlinders (Chaetodontidae). 

## Kenmerken
Deze soms solitair levende vissen zijn opvallend zwart/wit gestreept. Vanwege de typische vorm van de rugvin wordt sommige soorten, zoals Heniochus intermedius en Heniochus acuminatus ook wel wimpelvis genoemd. De Maskerwimpelvis lijkt veel op de laatste soort, maar behoort tot een andere familie, de Zanclidae. Ze hebben doorgaans een zeer lange (vierde) rugstekel.

## Verspreiding en leefgebied
Zij komen voor op koraalriffen van de Stille Oceaan en Indische Oceaan. 

## Soorten
- Heniochus acuminatus Linnaeus, 1758 – Gewone wimpelvis
- Heniochus chrysostomus Cuvier, 1831
- Heniochus diphreustes Jordan, 1903 – Schoolwimpelvis
- Heniochus intermedius Steindachner, 1893 – Rodezeewimpelvis
- Heniochus monoceros Cuvier, 1831 – Gemaskerde wimpelvis
- Heniochus pleurotaenia Ahl, 1923 – Gehoornde wimpelvis
- Heniochus singularius Smith & Radcliffe, 1911
- Heniochus varius Cuvier, 1829